# Piz Val Gronda (Obersaxen)
Piz Val Gronda är en bergstopp i Schweiz.   Den ligger i regionen Surselva och kantonen Graubünden, i den östra delen av landet, 120 km öster om huvudstaden Bern. Toppen på Piz Val Gronda är 2 820 meter över havet, eller 147 meter över den omgivande terrängen. Bredden vid basen är 1,2 km.
Terrängen runt Piz Val Gronda är bergig norrut, men söderut är den kuperad. Närmaste större samhälle är Ilanz, 16,2 km nordost om Piz Val Gronda. 
Trakten runt Piz Val Gronda består i huvudsak av gräsmarker. Runt Piz Val Gronda är det mycket glesbefolkat, med 4 invånare per kvadratkilometer.